# Conjunción opuesta
En  razonamiento formal, una conjunción opuesta ( {\displaystyle \uparrow } ) (también conocida como incompatibilizador, barra de Nicod, trazo de Sheffer o negación alternativa) entre dos proposiciones es un conector lógico cuyo  valor de la verdad resulta en falso solo si ambas proposiciones son ciertas, y en cierto de cualquier otra forma. La conjunción opuesta es la  negación de la conjunción lógica. Existen diferentes contextos dónde se utiliza la lógica de conjunción opuesta. 
En lenguajes naturales, la palabra "no y" se utiliza en español para simbolizar una conjunción opuesta. 
En electrónica, una puerta NAND es una puerta lógica que implementa la conjunción opuesta.

## Símbolo
La conjunción opuesta es una operación binaria entre proposiciones o valores binarios, que puedan ser verdaderos o falsos, expresada así
{\displaystyle {\begin{array}{rccl}\uparrow :&{\mathcal {P}}\times {\mathcal {P}}&\longrightarrow &{\mathcal {P}}\\&(a,b)&\mapsto &c=a\uparrow b\end{array}}}
Siendo una aplicación matemática definida de {\displaystyle {\mathcal {P}}\times {\mathcal {P}}} sobre {\displaystyle {\mathcal {P}}}, de modo que a cada par ordenado {\displaystyle (a,b)\,} de {\displaystyle {\mathcal {P}}\times {\mathcal {P}}} se le asocia un único {\displaystyle c\,} de {\displaystyle {\mathcal {P}}}, expresado {\displaystyle c=a\uparrow b}.
{\displaystyle \forall (a,b)\in {\mathcal {P}}\times {\mathcal {P}}\quad :\quad \exists !\;c\in {\mathcal {P}}\quad /\quad c=a\uparrow b}